# Lajos Rácz
Lajos Rácz (ur. 1 lipca 1952 w Budapeszcie) – węgierski zapaśnik w stylu klasycznym.
Na Igrzyskach Olimpijskich w Moskwie w 1980 zdobył srebrny medal w wadze muszej (do 52 kg). Do jego osiągnięć należą także dwa medale mistrzostw świata: złoty (1979) i brązowy (1981). Ma w swoim dorobku również pięć medali mistrzostw Europy: dwa złote (1977), (1983), dwa srebrne (1978), (1981) i brązowy (1979). Trzeci w Pucharze Świata w 1982 roku.